# Lightning in a Bottle
Pour plus de détails, voir Fiche technique et Distribution.
Lightning in a Bottle est un film américain réalisé par Antoine Fuqua et sorti en 2004.

## Synopsis
Un documentaire sur le blues tourné au Radio City Music Hall.

## Fiche technique
- Titre : Lightning in a Bottle
- Réalisation : Antoine Fuqua
- Musique : Steve Jordan
- Photographie : Greg Andracke et Lisa Rinzler
- Montage : Bob Eisenhardt, Keith Salmon et Philip Shane
- Production : Margaret Bodde, Alex Gibney et Jack Gulick
- Société de production : Vulcan Productions et Jigsaw Productions
- Société de distribution : Sony Pictures Classics (États-Unis)
- Pays :  États-Unis
- Genre : Documentaire et film musical
- Durée : 103 minutes
- Dates de sortie : 
  -  États-Unis : 22 octobre 2004

## Distribution
- Aerosmith
- Gregg Allman
- India.Arie
- James Blood Ulmer
- Clarence Gatemouth Brown
- Ruth Brown
- Solomon Burke
- Chuck D
- Natalie Cole
- Shemekia Copeland
- Bill Cosby
- Robert Cray
- Dr. John
- Honeyboy Edwards
- John Fogerty
- Macy Gray
- Buddy Guy
- John Hammond
- Levon Helm
- David Johansen
- Larry Johnson
- Angélique Kidjo
- B. B. King
- Chris Thomas King
- Alison Krauss
- Lazy Lester
- Keb' Mo'
- Odetta
- Joe Perry
- Bonnie Raitt
- Vernon Reid
- Mavis Staples
- Hubert Sumlin
- Jimmie Vaughan
- Kim Wilson
- Martin Scorsese (non crédité)

## Accueil
Le film a reçu un accueil favorable de la critique. Il obtient un score moyen de 78 % sur Metacritic.

## Distinctions
Lightning in a Bottle a été présenté hors compétition lors de la Berlinale 2004.